# 切列皮夫卡 (布倫區)
51°3′2″N 33°53′41″E / 51.05056°N 33.89472°E
切雷皮夫卡（烏克蘭語：Черепівка）是位於烏克蘭東北部的村莊，由蘇梅州科諾托普區的布林市鎮負責管轄。該村距離米科拉伊夫卡和卡爾片科韋1公里，始建於十七世紀，海拔高度168米，2001年人口892。